# 이갑 (1938년)
이갑(李鉀, 1938년 2월 6일 ~ 2014년 12월 13일)은 대한제국 황실의 후손으로, 고종의 둘째 황자였던 의친왕의 아홉째 아들이며, 대한제국 한성(서울시) 출신으로, 아명은 이충길(李忠吉), 호적상 이름은 이해룡(李海龍)이다.

## 생애
의친왕의 9남으로 1938년 한성에서 태어났다. 한국에서 앨범 회사 전무로 있다가 미국으로 이민을 떠났으며, 뉴욕주 롱아일랜드에서 정착해 살았다.
우리황실사랑회라는 민간 황실 복원 추진 단체의 고문을 역임한 바 있으며, 그의 아들 이원은 사단법인 전주이씨 대동종약원에서 영친왕와 이방자의 아들, 황세손 이구의 양자로 결정되어 황사손으로서 종묘대제, 사직대제 등 제향의 제주 역할을 이어받았다.  그러나 대한민국 민법상 사후 양자 입적은 허락되지 않으므로, 공식적인 승계가 아닌 종친회 내의 상징적인 측면이 강하다.
2006년 이재용, 이효재 등과 결의하여 대한제국 의친왕 숭모회를 설립하여 매년 8월 15일 남양주시 금곡동 홍유릉 내 의친왕 묘에서 아버지 의친왕의 제향 때 초헌관으로 봉무하였고, 사단법인 전주이씨대동종약원 고문을 역임하였다. 건강 악화로 인해 투병하다 2014년 12월 13일 토요일 오전, 미국 뉴욕에서 숙환으로 타계하였다. 향년 76세.

## 가족 관계
- 조부 대한제국 고종 태황제
- 조모 대한제국 명성 태황후
- 조모 대한제국 순헌 황귀비
- 친 조모 후궁 귀인 장씨
  - 부친 의친왕
  - 법모 의친왕비 김씨
  - 친모 함개봉(咸開鳳)
    - 장남 이상협(이원)
    - 차남 이상우(이정)
    - 장녀 이은영, 미국 뉴저지주에 거주